# Warburton (Verenigd Koninkrijk)
Warburton is een civil parish in het bestuurlijke gebied Trafford, in het Engelse stedelijk graafschap (metropolitan county) Greater Manchester met 337 inwoners.

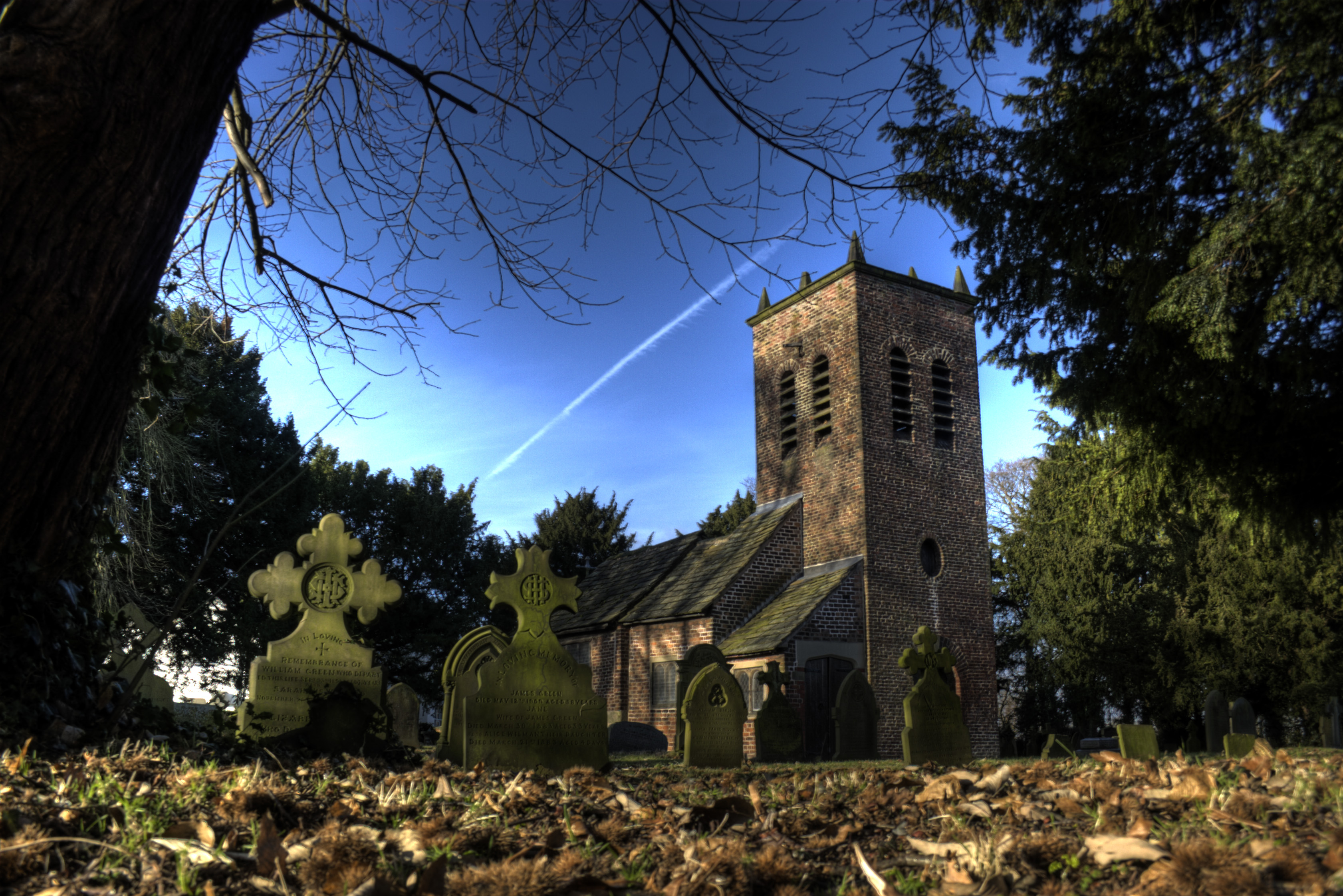
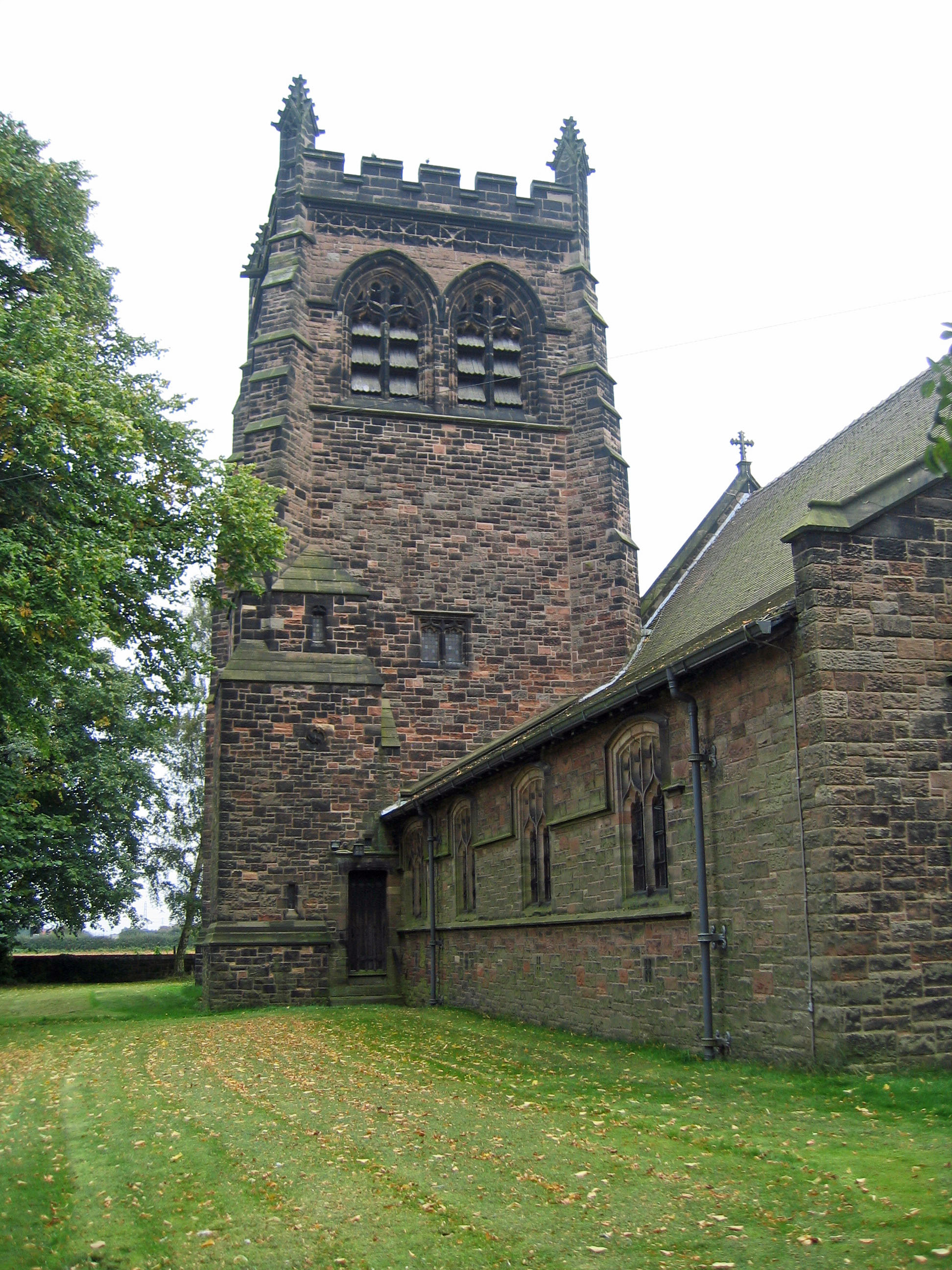